# Land- und Stadtgericht Lissa

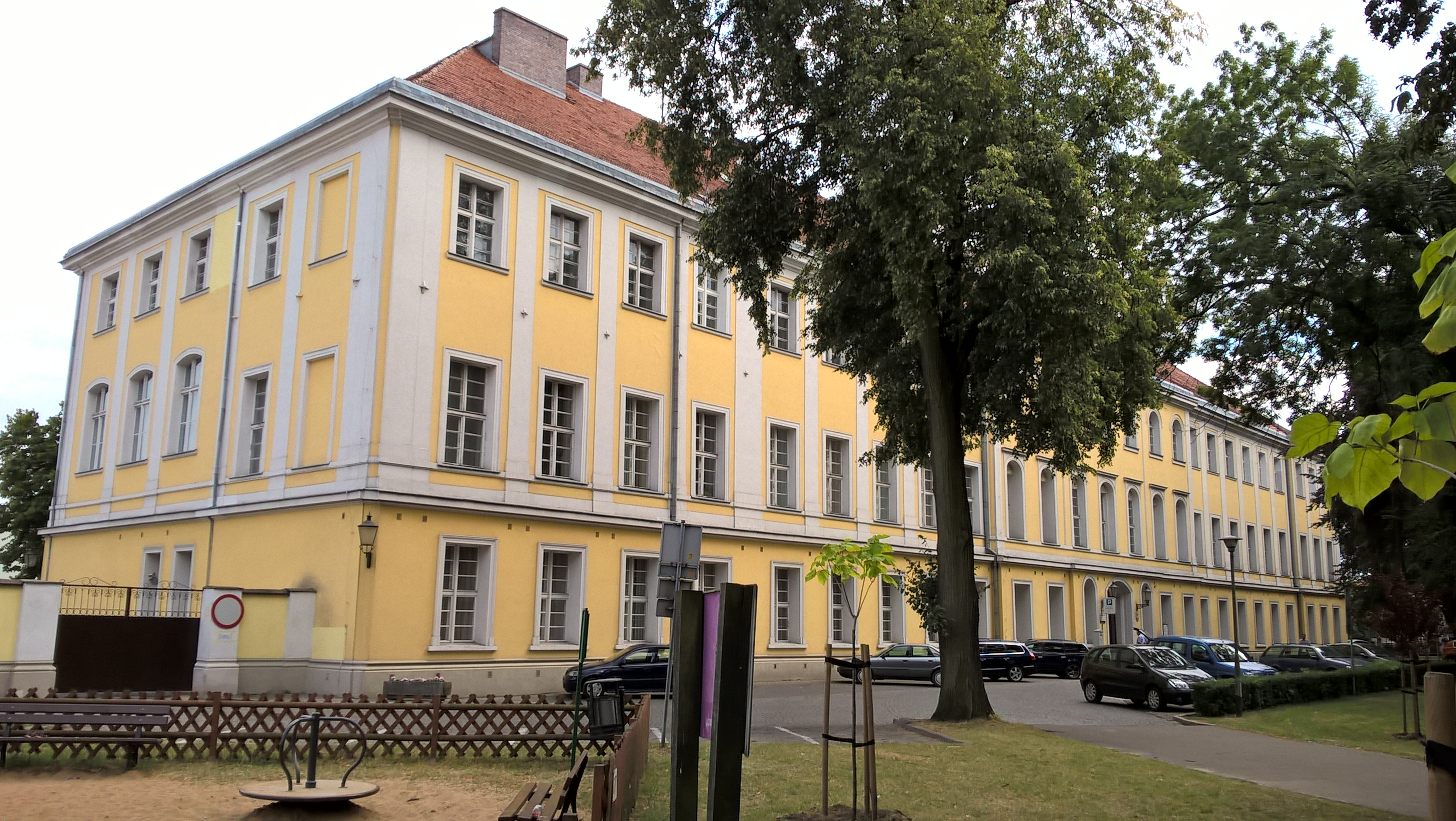
Ehemaliges Schloss, Sitz des Gerichtes

Das Land- und Stadtgericht Lissa war von 1834 bis 1849 ein preußisches Land- und Stadtgericht mit Sitz in Lissa.

## Geschichte
Nach dem Ende der Franzosenzeit wurde die der französische Gerichtsorganisation entsprechende Gerichtsorganisation im Herzogtum Warschau 1815 zunächst von Preußen übernommen. Das Friedensgericht Lissa wurde fortgeführt und dem Landgericht Fraustadt zugeordnet. 1834 wurde die Gerichtsorganisation geändert und einheitlich Land- und Stadtgerichte gebildet. In dem – nun verkleinerten – Sprengel des Oberlandesgerichtes Posen bestanden 20 dieser Gerichte, darunter das Land- und Stadtgericht Lissa.
Das Land- und Stadtgericht Lissa war für einen Teil des Kreises Fraustadt zuständig. Dazu gehörten die Städte Lissa mit 8727 Einwohnern (1838), Reisen mit 1329 Einwohnern, Schwetzkau mit 1578 Einwohnern, Storchnest mit 1248 Einwohnern und Zaborowo mit 721 Einwohnern sowie 84 Dorfschaften mit 13.520 Einwohnern. Zusammen gab es damit 27.123 Gerichtseingesessene.
Am Gericht waren ein Direktor, vier Richter, sechs Subalterne und vier Unterbeamte beschäftigt. Es war damit ein Land- und Stadtgericht 1. Klasse. Diese wirkten bei wesentlichen Fällen als Kollegialorgan. Sitz des Gerichtes war das Schloss.
1849 wurden die Land- und Stadtgerichte aufgelöst und durch Kreisgerichte ersetzt. Damit entstand das Kreisgericht Lissa im Sprengel des Appellationsgerichts Posen.